# مانويل فيليتاس
مانويل فيليستاس، لاعب كرة قدم ومدرب سابق، مواليد 30 ديسمبر 1900 في أسونسيون - توفي 24 مارس 1984 في ريو دي جانيرو، كان لاعب كرة قدم باراغواياني كان يلعب كلاعب وسط.

## روابط خارجية
- مانويل فيليتاس على موقع قاعدة بيانات كرة القدم.إي يو (الإنجليزية)
- مانويل فيليتاس على موقع ناشيونال فوتبول تيمز (الإنجليزية)
- مانويل فيليتاس على موقع عالم كرة القدم.نت (الإنجليزية)